# 明清楽

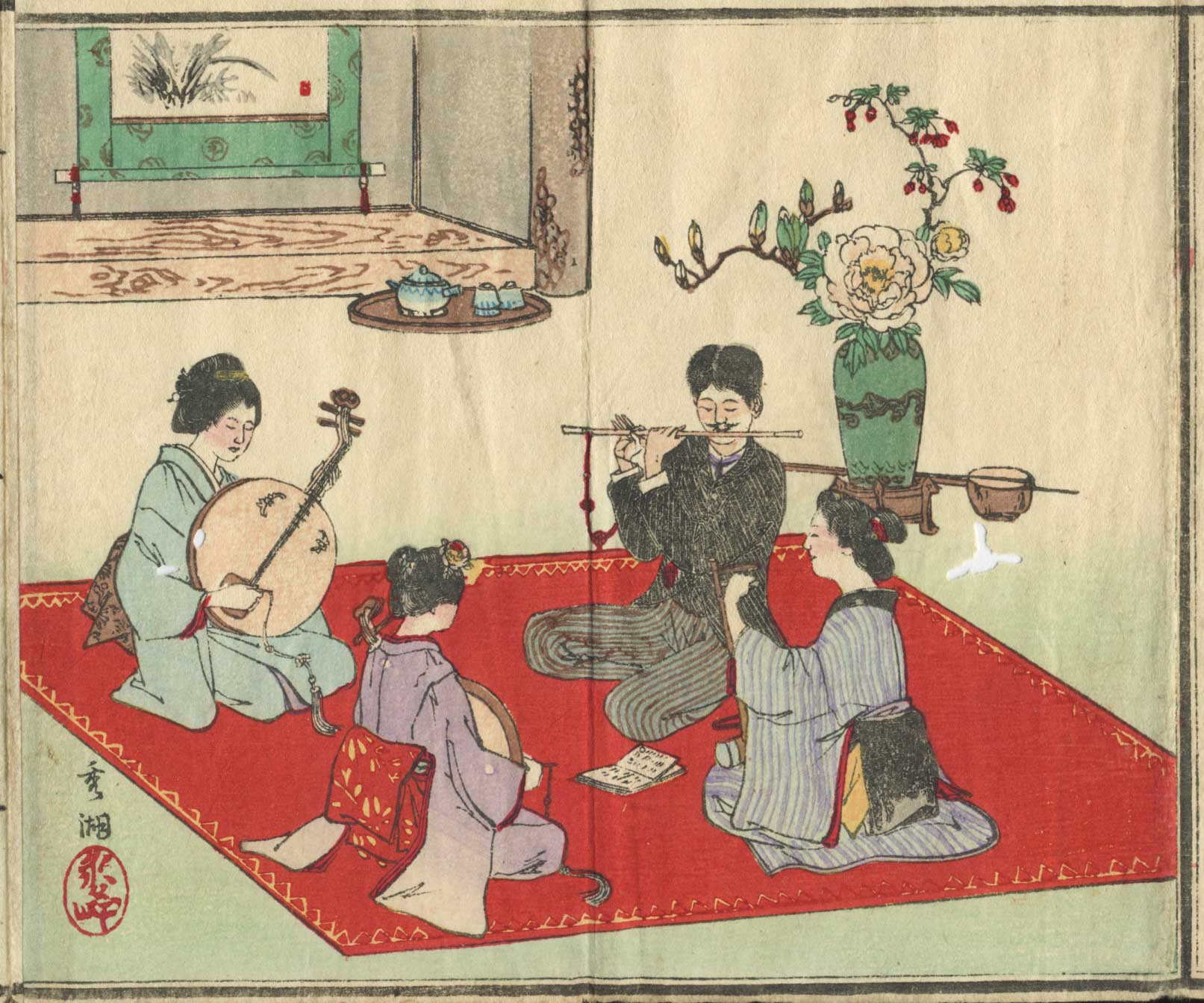
明治期の明清楽の演奏の絵。明清楽資料庫より

明清楽（みんしんがく）とは、明楽つまり江戸時代中期に明朝末期に中国南方（福建を中心とした地方）から日本へもたらされた唐宋の詩詞を歌詞とした音楽と、清楽つまり江戸時代後期に中国南方からもたらされた俗曲を中心とする音楽の、両者を総じて呼ぶ際の用語である。明清楽は明治20年代から30年代にかけてはなはだ流行した。なかでも『九連環』がもっとも流行し、看看節や法界節の源流となった。
清楽と明楽は明確に区別されるべきであるが、明治初年に清楽が明楽を吸収しつつ拡大したこともあって、一般的にあわせて明清楽と呼ばれる。
明清楽は日清戦争中に「敵性音楽」と見なされて衰微したが、21世紀の現在も月琴など明清楽の楽器や当時の楽譜は現存しており、長崎や東京、横浜、知立市(愛知県)などで明清楽の演奏会が開かれることがある。

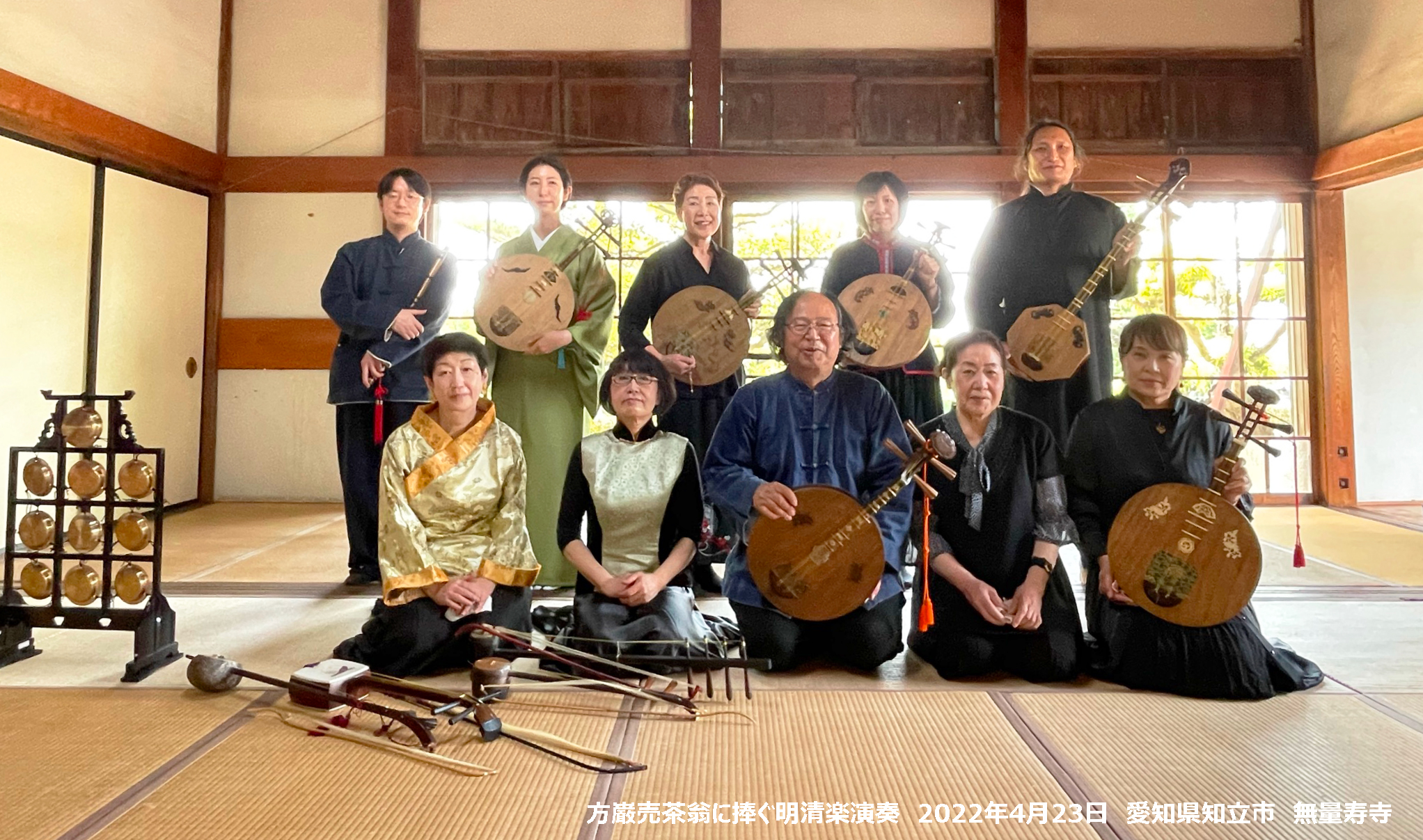
明清楽の演奏会(2022年)